# La Résurrection de Lazare (Le Caravage)
Pour les articles homonymes, voir La Résurrection de Lazare.
La Résurrection de Lazare est un tableau de Caravage peint en 1609 et conservé au Musée régional de Messine en Sicile. C'est une commande provenant d'un marchand génois, à destination de l'autel d'une chapelle dans une église de la ville de Messine. Caravage y représente l'un des miracles attribués à Jésus-Christ : celui de redonner la vie à Lazare de Béthanie.

## Historique
Cette peinture est réalisée par Caravage en 1609 lors de son séjour en Sicile après avoir fui Malte l'année précédente. Il en obtient la commande du marchand génois Giovanni Battista de' Lazzari. Celui-ci s'engage, en décembre 1608, à fournir un tableau d'autel pour une chapelle de l'église des Padri Crociferi à Messine, dédiée à saint Pierre et saint Paul : mais le sujet doit initialement être une Madone avec saint Jean Baptiste et d'autres saints. Le thème finalement représenté est tout autre, soit qu'il y ait eu intention de jouer sur le rapprochement entre le nom du commanditaire (de' Lazzari) et celui de Lazare de Béthanie, soit que le second sujet convienne mieux à l'ordre des Crociferi, soit encore que Caravage préfère les possibilités narratives qu'offre ce nouveau thème.

Au XVIIe siècle, l'historien et critique d'art italien Giovanni Pietro Bellori, parmi les tout premiers biographes de Caravage, fait mention de ce tableau et en fournit même une description détaillée et admirative en dépit de ses préventions contre l'art de Caravage : 

« […] dans l'église des Infirmiers des Hospices, pour la chapelle des seigneurs Lazzari, [il peignit] une Résurrection de Lazare, lequel, tandis qu'on le soutient au-dessus de son sépulcre, ouvre les bras à l'appel du Christ, et tend la main vers lui. […] c'est une œuvre fort goûtée pour sa force dans l'imitation. »

— Giovan Bellori, Vie du Caravage, 1672.
Plusieurs siècles plus tard, à la fin des années 1920, l'historien de l'art Roberto Longhi fait écho à ce commentaire en soulignant l'extraordinaire capacité d'innovation de Caravage dans « cette sublime invention du geste de Lazare qui s'étire en émergeant du sommeil éternel […] et, plus bas, le corps moite, le suaire glacial et la nature morte funèbre formée de tibias et de crânes, comme si l'artiste, dans une négation tragique de la mort d'Adonis, avait voulu teinter de noir la Grèce antique. » Longhi estime que ce tableau a pu être laissé inachevé, à moins qu'il n'ait souffert de nombreuses et malheureuses réparations et restaurations. Il apparente le choix de composition de La Résurrection de Lazare à celui d'un autre grand tableau d'autel que Caravage réalise en Sicile, L'Enterrement de sainte Lucie : c'est là que le peintre se lance dans cette « nouvelle grande idée consistant à réduire brusquement dans l'espace l'échelle des hommes dominés par des murs immenses ».

Compositions similaires dans plusieurs tableaux contemporains
L'Enterrement de sainte Lucie, Syracuse (1608).
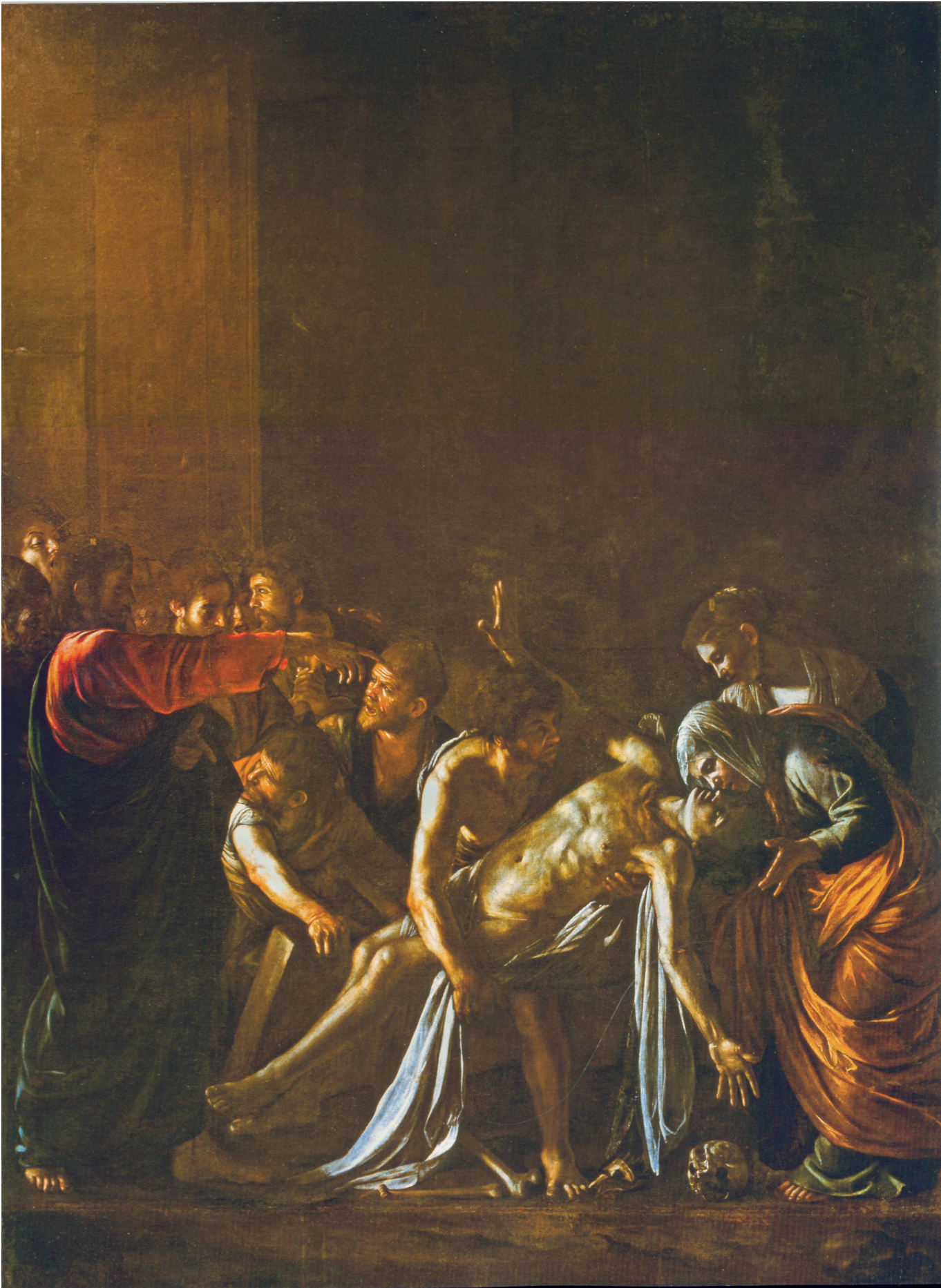
La Résurrection de Lazare, Messine (1609).
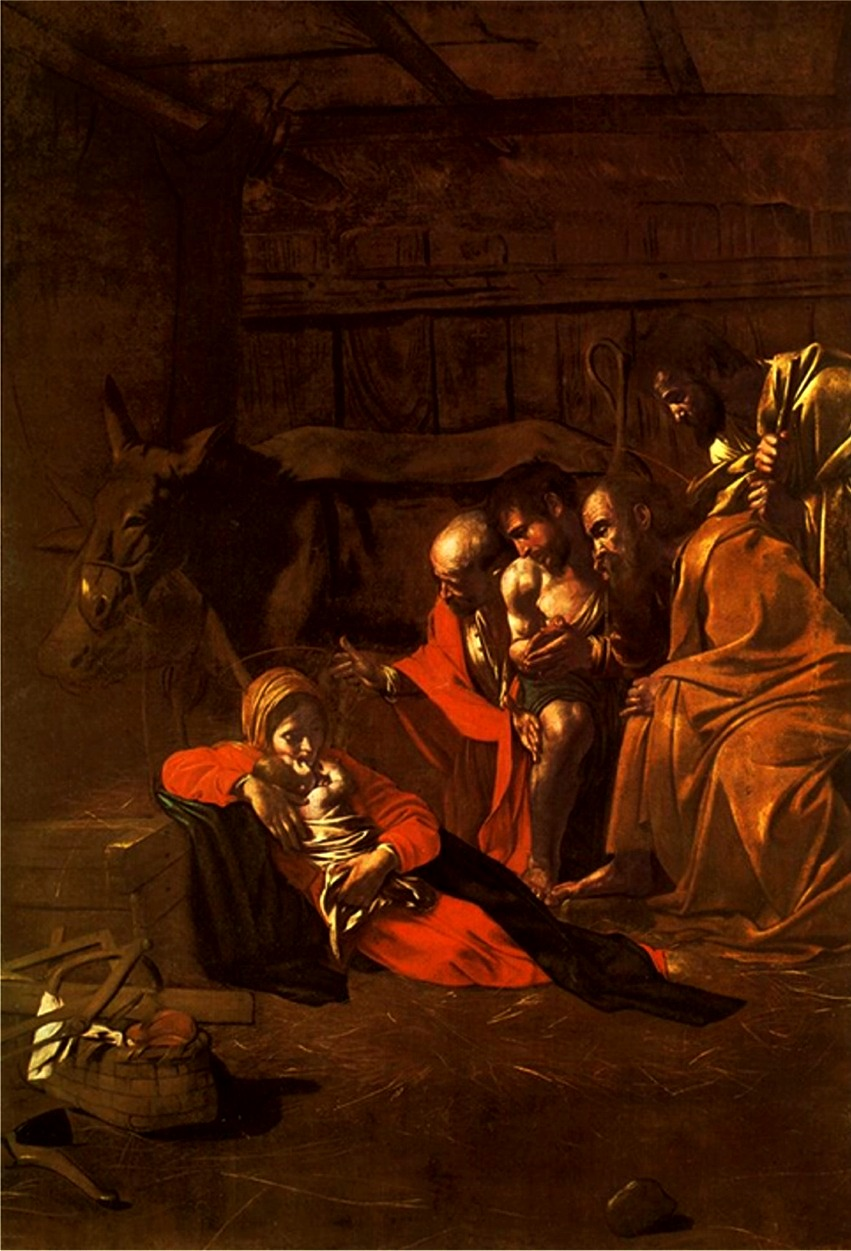
L'Adoration des bergers, Messine (1609).

Le tableau sort tout à fait indemne du tremblement de terre qui secoue Messine en 1908, et qui détruit une bonne partie de la région en tuant près de 200 000 personnes. En 2012, il bénéficie d'une nouvelle restauration qui dure pas moins de sept mois : cela permet de l'éclaircir quelque peu et de corriger certains effets néfastes de restaurations antérieures — notamment la toute première et la plus dommageable, celle de 1670,.

## Description
Le tableau dépeint une scène tirée du Nouveau Testament où Jésus accomplit l'un de ses miracles : il se rend au sépulcre où repose depuis quatre jours le corps de Lazare de Béthanie, le frère de Marthe et Marie de Béthanie, et il le ramène à la vie. Cet épisode est raconté dans un seul des quatre évangiles, celui de Jean.
Pas moins de treize personnages se massent sur une étroite corniche ; six d'entre eux se pressent derrière le Christ à gauche comme s'ils venaient de pénétrer dans la grotte, tandis que les autres, groupés autour du corps de Lazare, s'alignent en frise au travers du tableau.
Le tableau est peint sur un ensemble de six morceaux de toile cousus ensemble, cinq verticaux et un horizontal, afin d'atteindre la taille désirée pour correspondre à la commande.